# Livre pra Voar (álbum de Exaltasamba)
Livre pra Voar é uma coletânea musical de pagode do grupo brasileiro Exaltasamba lançada em julho de 2007 pela gravadora EMI.
Portanto as 3 faixas com o cantor Chrigor se trata na verdade de faixas retiradas de antigos discos da época que ele era vocalista do grupo.
O álbum vendeu 52 mil discos em quinze dias e a música "Livre pra Voar" deste CD fez sucesso nacional

## Sobre as músicas
Livre pra Voar é uma coletânea musical que reúne exatamente as canções lançadas anteriormente em diversos discos do Exaltasamba, é por conta disso que o álbum contém 3 faixas na voz de Chrigor, pois ele era vocalista do grupo no passado, portanto, na verdade não existe participação real dele nesse álbum, as faixas na voz dele são "Louca Paixão", "Me Apaixonei Pela Pessoa Errada" e "Desliga e Vem"
As participações do álbum são somente duas: Alcione em "É Demais" e Jorge Aragão em Eu Você Sempre.
O álbum contém 14 faixas e contém músicas gravadas em estúdio e ao vivo.
A música "Livre pra Voar" é a única inédita do disco, ela ficou conhecida pouco antes do lançamento do álbum, ela foi uma das músicas mais tocadas nas rádios do Brasil, ainda no mesmo ano é gravado novamente a música "Livre pra Voar" no álbum Pagode do Exalta, ambas gravações são ao vivo.

## Faixas[9][10][11][12][13]
Nota: NÃO existe participação real do cantor Chrigor pois o CD é uma coletânea musical.
1. Livre pra voar (ao vivo)
2. Como nunca amei ninguém (ao vivo)
3. Eu e você sempre (Participação especial: Jorge Aragão)
4. Gamei
5. Estrela
6. Cartão postal
7. É demais (Participação especial: Alcione)
8. Louca Paixão
9. Eu choro (ao vivo)
10. Me apaixonei pela pessoa errada
11. Desliga e vem
12. Faz falta (ao vivo)
13. Acaba tudo bem (ao vivo)
14. Ela entrou na dança / Amor ou amizade (ao vivo)